# Comté de Hughes (Dakota du Sud)
Pour les articles homonymes, voir Comté de Hughes.
Le comté de Hughes est un comté situé dans l'État du Dakota du Sud aux États-Unis. Le siège du comté est Pierre, la capitale de l'État. Selon le recensement de 2010, sa population est de 17 022 habitants.

## Histoire
Créé en 1873, le comté doit son nom à Alexander Hughes, président du conseil de la législature du territoire du Dakota.

## Géographie

### Géolocalisation
|                  | Comté de Sully  |               |
| Comté de Stanley | Comté de Hughes | Comté de Hyde |
|                  | Comté de Lyman  |               |

### Principales villes
- Cities :
  - Blunt
  - Pierre
- Town :
  - Harrold
- Localité non-incorporée :
  - Canning

## Démographie
| Groupe                           | Comté de Hughes | Dakota du Sud | États-Unis |
| -------------------------------- | --------------- | ------------- | ---------- |
| Blancs                           | 85,7            | 85,9          | 72,4       |
| Amérindiens                      | 10,5            | 8,8           | 0,9        |
| Métis                            | 2,3             | 2,1           | 2,9        |
| Asiatiques                       | 0,5             | 0,9           | 4,8        |
| Afro-Américains                  | 0,5             | 1,2           | 12,6       |
| Autres                           | 0,5             | 1,0           | 6,4        |
| Total                            | 100             | 100           | 100        |
|                                  |                 |               |            |
| Hispaniques et Latino-Américains | 1,8             | 2,7           | 16,7       |

Selon l'American Community Survey, en 2010, 92,05 % de la population âgée de plus de 5 ans déclare parler l'anglais à la maison, 3,22 % dakota, 1,66 % l'allemand, 1,42 % l'espagnol et 1,65 % une autre langue.
| 1880 | 1890  | 1900  | 1910  | 1920  | 1930  |
| ---- | ----- | ----- | ----- | ----- | ----- |
| 268  | 5 044 | 3 684 | 6 271 | 5 711 | 7 009 |

| 1940  | 1950  | 1960   | 1970   | 1980   | 1990   |
| ----- | ----- | ------ | ------ | ------ | ------ |
| 6 624 | 8 111 | 12 725 | 11 632 | 14 220 | 14 817 |

| 2000   | 2010   | - | - | - | - |
| ------ | ------ | - | - | - | - |
| 16 481 | 17 022 | - | - | - | - |